# Liparis nakaharae
Liparis nakaharae är en orkidéart som beskrevs av Bunzo Hayata. Liparis nakaharae ingår i släktet gulyxnen, och familjen orkidéer.
Artens utbredningsområde är Taiwan. Inga underarter finns listade i Catalogue of Life.